# Cikaok
Cikaok is een bestuurslaag in het regentschap Pakpak Bharat van de provincie Noord-Sumatra, Indonesië. Cikaok telt 397 inwoners (volkstelling 2010).